# Iturnoria insulana
Iturnoria insulana är en insektsart som beskrevs av Evans 1954. Iturnoria insulana ingår i släktet Iturnoria och familjen dvärgstritar. Inga underarter finns listade i Catalogue of Life.